# Najīb Mīqātī
Najīb ʿAzmī Mīqātī (in arabo نجيب عزمي ميقاتي; Tripoli, 24 novembre 1955) è un politico e imprenditore libanese, primo ministro del Libano dal 10 settembre 2021 all’8 febbraio 2025. Precedentemente ha ricoperto la stessa carica per due volte, dall'aprile al luglio 2005 e dal giugno 2011 al febbraio 2014.
Secondo Forbes, è l'uomo più ricco del Libano, con un patrimonio netto di 2,7 miliardi di dollari nel 2021. È stato più volte accusato di corruzione in affari relativi ai prestiti per l'edilizia abitativa e alle telecomunicazioni.

## Biografia
Mikati è nato nel novembre 1955 e proviene da un'importante famiglia musulmana sunnita di Tripoli. Si è laureato all'Università Americana di Beirut nel 1980 con un Master of Business Administration (MBA).  
Ha anche frequentato un programma estivo ad Harvard e alla business school francese INSEAD. 

### Attività imprenditoriale
Nel 1979, il fratello maggiore di Najib, Taha Mikati, fondò la Arabian Construction Company (ACC), con sede ad Abu Dhabi, e che divenne una delle più grandi società di costruzioni del Medio Oriente. Najib Mikati ha co-fondato la società di telecomunicazioni Investcom con suo fratello Taha nel 1982. 
Ha venduto la società nel giugno 2006 al Gruppo MTN del Sudafrica per 5,5 miliardi di dollari. Taha e Najib Mikati hanno mantenuto le loro altre unità operative controllate attraverso la holding M1 Group.
È uno dei principali azionisti dell'operatore di telecomunicazioni sudafricano MTN, proprietario del marchio di moda di alta gamma "Façonnable" e investitore nei settori dei trasporti, del gas e del petrolio. Ha anche investimenti nel settore immobiliare, in particolare a Londra, New York e Monaco.
La fortuna di Mikati è stimata in 2,7 miliardi di dollari secondo la classifica Forbes 2021. Anche suo fratello è un miliardario.
Nell'ottobre 2021, il suo nome compare insieme a quello di altri politici libanesi nel caso di evasione fiscale dei Pandora Papers, in cui si afferma che Mikati ha utilizzato paradisi fiscali.

### Attività politica
Dopo essere stato nominato Ministro dei Lavori Pubblici e dei Trasporti il 4 dicembre 1998, Mikati è stato eletto al Parlamento libanese dalla sua città natale di Tripoli nel 2000.  
Come parlamentare, Mikati mantenne la sua posizione di governo e sviluppò la reputazione di politico moderatamente filo-siriano con un rapporto normale con il presidente siriano Bashar Assad.  
Più tardi Mikati è stato nominato ministro dei trasporti ed è diventato un alleato dell'allora presidente libanese Émile Lahoud, sostenendo la proroga del suo mandato nel 2004. 
Dal 2000 è candidato perenne al ruolo di primo ministro libanese, assumendo finalmente l'incarico dopo le dimissioni di Omar Karami il 13 aprile 2005.  
È il leader del blocco di solidarietà, che ha avuto due seggi nel parlamento libanese dal 2004. Ha anche creato il movimento centrista e l'ideologia in Libano e nel mondo arabo, per il quale ha tenuto molte conferenze internazionali in Libano.  
Alle elezioni generali del 2009, Mikati ha vinto di nuovo un seggio a Tripoli, come membro dei gruppi centristi nel parlamento libanese. 
È considerato una personalità di compromesso, non vicina a nessun blocco politico in particolare. È uno dei leader della comunità sunnita. Egli stesso  si descrive come un liberale, sottolineando il suo background imprenditoriale per rassicurare gli Stati Uniti.
Il 26 luglio 2021, per la terza volta, viene incaricato di formare il nuovo governo dal presidente Michel Aoun. Il 10 settembre, dopo tredici mesi di stallo politico e a sette settimane dalla consegna dell'incarico, forma il governo e diventa Primo ministro del paese.
Ha dichiarato di volere un governo puramente tecnocratico, senza rappresentanti dei partiti politici, per realizzare le riforme economiche attese dalle istituzioni finanziarie internazionali.
La sua nomina è stata accolta piuttosto freddamente dalla popolazione. Mentre il Paese sta sprofondando in una grave crisi economica, sociale e umanitaria, egli è visto come un rappresentante della classe politica tradizionale e delle élite economiche. 
Secondo il quotidiano L'Orient-Le Jour, "se essere un miliardario è stato a lungo un vantaggio per imporsi sulla scena politica libanese, ora è percepito da una parte della strada come un simbolo del saccheggio delle risorse pubbliche da parte della classe politica".
Najib Mikati è riuscito a formare un governo di 24 membri dopo lunghi negoziati con il Presidente della Repubblica, Michel Aoun, e i vari partiti politici. Il 10 settembre 2021 è entrato ufficialmente in carica, succedendo ad Hassan Diab, dimessosi più di un anno prima.
Quando si è insediato, il Libano era in preda a una gravissima crisi economica: crollo della moneta nazionale, inflazione galoppante (il costo dei generi alimentari era aumentato del 700% nei due anni precedenti), licenziamenti massicci, un tasso di povertà del 78% secondo le Nazioni Unite, frequenti interruzioni di corrente, carenza di carburante, ecc. 
Ha annunciato di voler fare appello alla solidarietà del mondo arabo per cercare di far uscire il Paese dalla crisi che sta attraversando e per negoziare con il FMI.
Il 23 giugno 2022, dopo le elezioni del 16 maggio, il Presidente della Repubblica Michel Aoun ha incaricato di nuovo il premier Mikati di formare, per la quinta volta, un nuovo governo.
Dal 31 ottobre 2022 al 9 gennaio 2025, data dell’elezione di Joseph Aoun, a causa della mancata elezione del Presidente della Repubblica, ne ha assunto anche le funzioni, ad interim, in attesa che venisse eletto un nuovo Presidente.

## Vita privata
Possiede lo yacht a motore Mimtee da 79 metri, del valore di cento milioni di dollari e costruito in Italia.